# Descobrimentos espanhóis

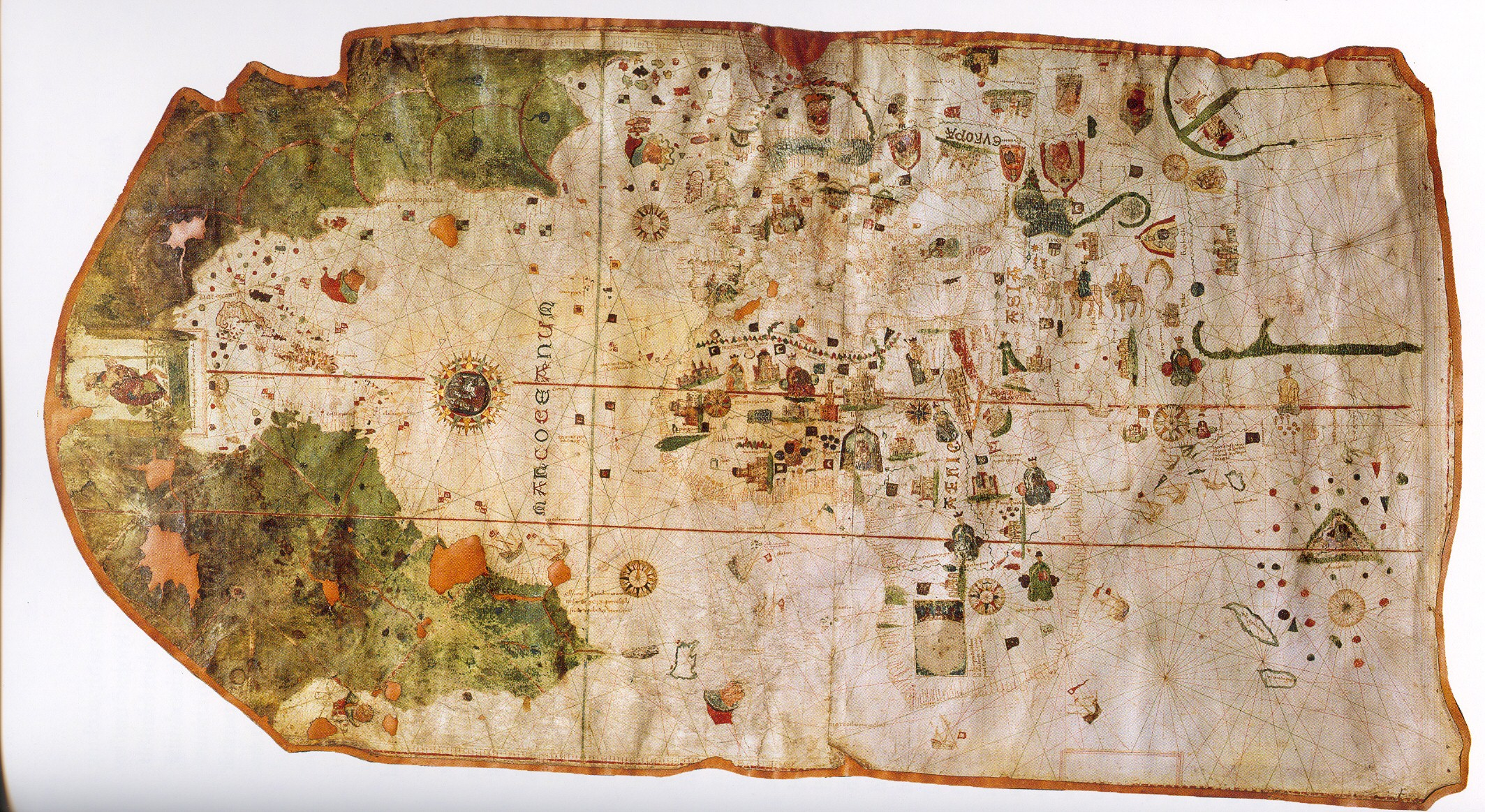
O Mapa de Juan de la Cosa (1500), mais antiga carta náutica em que a América do Sul está representada, foi confeccionado após a descoberta do Brasil pelo navegador espanhol Vicente Yáñez Pinzón.

Os descobrimentos espanhóis foram o conjunto de conquistas realizadas pelos espanhóis em viagens e explorações marítimas.
Os Reis Católicos de Espanha financiaram a exploração de Cristóvão Colombo que resultou no descobrimento da América em 12 de outubro de 1492. A verdadeira intenção do navegador genovês era chegar às Índias por meio do Oceano Atlântico de forma a diretamente negociar com os produtores dos bens que os espanhóis adquiriam por meio de intermediários.
No dia 26 de janeiro de 1500, o codescobridor do continente americano Vicente Yáñez Pinzón avistou o cabo de Santo Agostinho, promontório localizado no atual estado de Pernambuco, tornando-se o primeiro europeu a atingir o Brasil.Entretanto, a navegação de navios castelhanos ao longo da costa brasileira não produziu consequências. A chegada de Pinzón pode ser vista como um simples incidente da expansão marítima espanhola. Por isso, considera-se que Pedro Álvares Cabral descobriu o Brasil.